# Ammothella gertrudae
Ammothella gertrudae is een zeespin uit de familie Ammotheidae. De soort behoort tot het geslacht Ammothella. Ammothella gertrudae werd in 2009 voor het eerst wetenschappelijk beschreven door Müller & Krapp. 